# Maria Ozawa
Maria Ozawa (Hokkaido, 8 de enero de 1986) es una actriz y modelo de ascendencia  japonesa y canadiense, ya que su madre es japonesa y su padre franco-canadiense. Al inicio de su carrera también fue conocida con el nombre de Miyabi  (Japanese: みやび)

## Carrera
En 2002 sirvió como modelo en una publicidad de chocolates. En 2005 inició su carrera en la actuación, apareciendo inicialmente en películas para adultos de la compañía AV Studio. En 2008 apareció en el largometraje Invitation Only, una película de terror slasher grabada en Taiwán. En 2009 integró el elenco de la comedia indonesia Menculik Miyabi, seguida de Hantu Tanah Kusir y Nilalang, la primera producida en Indonesia y la segunda en Filipinas.

## Filmografía

### Largometrajes
- Invitation Only - 2008
- Menculik Miyabi - 2009
- Hantu Tanah Kusir - 2010
- Nilalang - 2015